# Свети преподобни Зенон
Свети преподобни Зенон, Зенон пророк, познат и као Зенон Чудотворац (ум. 451. године) је био египатски монах и пустињски отац. Био је ученик пустињака Силуана из Газе, постао је духовни водич чувеног грузијског просветитеља Петра Иверског.
Православна црква га помиње као светитеља 19. јуна.

## Биографија
Зенон се први пут појављује као ученик у заједници Силуана из Газе који се преселио из Египта преко Синаја у Газу. Не зна се много о његовом раном периоду живота у Скитису и већина навода се односи на његов каснији живот у Палестини, иако је остао у вези са Египтом јер су га одатле монаси често тражили за савет.
Многи су га видели као духовног учитеља, а међу његовим ученицима били су Петар Иверски и његов сапутник Јован Пророк које је срео у Јерусалиму. Зенон, који је често лутао по разним монашким центрима, боравио је много пута у Јерусалиму где је чинио чуда и давао духовна упутства.
Око 440. године населио се у Кефар Схеарта, данас идентификованом са Хорват Се'орах (арапски: Кхирбет Се'арта), северно од Нахал Бесора. Пред крај свог живота, живео је годину дана у потпуној повучености као пустињак пре него што је умро као што је изгледа било уобичајено за палестинско монаштво. Изгледа да се Зенонова смрт догодила око 451. године.
Већи део Зеноновог живота познат је из осмог поглавља Плерофорија Јована Руфа које му је посветио, као и из Руфовог Живота Петра Иверског. Даље информације о њему налазе се у Апопхтхегмати где се помиње као изузетан пример испосничког идеала и неко ко се никада није настанио; као и у апологетском делу Теофраста Енеја из Газе.